# Лотан, Надав
Нада́в Лота́н (ивр. נדב לוטן‎, при рождении «Лищинкер»; род. 16 августа 1973) — генерал-майор Армии обороны Израиля, глава Командования сухопутных войск Армии обороны Израиля с декабря 2024 года.

## Биография

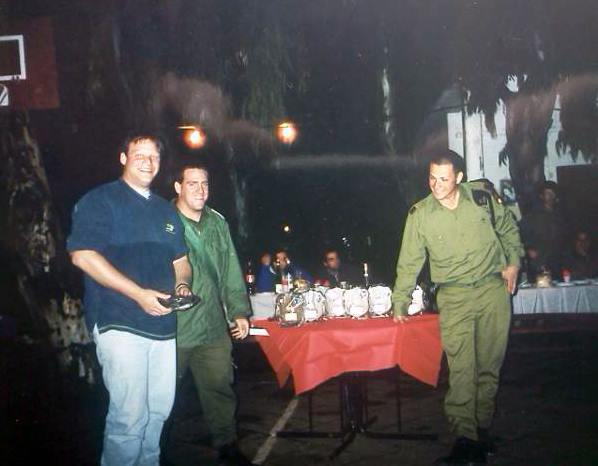
Надав Лотан (справа) на церемонии прощания с ротой V 77-го батальона, которой он командовал. Слева — Амихай Юденфройнд, сменивший его во главе роты

Лотан был зачислен в 1991 году в бронетанковые войска и служил солдатом, а потом и офицером в бригаде «Саар ми-Голан». В 1996—1997 годах командовал ротой 77-го батальона, в январе 1997 года был зачислен на должность командира роты 75-го батальона бригады, выведенной с линии фронта в Ливане. Командовал заставой Бофора и ротой около полутора месяцев, в том числе во время вертолётной катастрофы, где разбились два военных вертолёта, один из которых предназначался Бофору. Рота под его командованием потеряла пять военнослужащих. В конце 1997 года назначен заместителем командира батальона на Курсах бронетанковых офицеров, заняв должность офицера батальона связи дивизии Гааш. После повышения в звании до подполковника командовал 75-м батальоном в составе бригады «Саар ми-Голан», в том числе во время размежевания в Газе. Позже он был командиром 532-го батальона в 460-й бригаде Бней Ор до середины 2007 года. В дальнейшем он служил офицером штаба дивизии Иудеи и Самарии и командиром на курсах командиров рот и батальонов. В июле 2009 года он был повышен в звании до полковника и назначен командиром 600-й бригады, и служил в этой должности до июня 2013 года. Одновременно он занимал должность начальника отдела доктрины бронетанковых войск в Штабе Главного бронетанкового офицера. В июне 2013 года он был назначен командиром бригады Саар ми-Голан и командовал ею во время операции «Нерушимая скала». В ходе операции погибли девять бойцов бригады. В 2015 году назначен офицером штаба Северного военного округа, и служил в этой должности до мая 2017 года. 16 мая 2017 года ему было присвоено звание бригадного генерала и он был назначен командиром дивизии «Ха-Мапац». В 2018—2019 годах одновременно служил командиром курса командиров рот и батальонов. В апреле 2019 года назначен командиром Национального центра наземной подготовки и занимал эту должность до 24 июня 2020 года. С июля 2020 по июль 2021 года учился в NDU в Вашингтоне. В августе 2021 года был назначен командиром дивизии Ха-Плада.
27 ноября 2024 года Лотану было присвоено звание генерал-майора (алуф), а 11 декабря 2024 года он вступил на пост главы Командования сухопутных войск Армии обороны Израиля, сменив на посту генерал-майора Тамира Ядая.
4 июня 2025 года, в рамках реорганизации, проводимой Начальником Генштаба армии генерал-лейтенантом Эялем Замиром, в подчинение Лотана, как главы Командования сухопутных войск, был поставлен также Корпус Генштаба.
Лотан с отличием окончил Междисциплинарный центр Герцлии со первой степенью бакалавра права и управления бизнес-предпринимательством, выпускник Колледжа национальной безопасности и степень магистра политических наук Хайфского университета. Лотан получил степень магистра стратегии в Университете NDU в Вашингтоне.

## Личная жизнь
Надав Лотан женат, у него четверо детей.